# Joan Campins
Joan Campins Vidal (La Puebla, Baleares, 24 de junio de 1995) es un futbolista español que juega como defensa en el C. E. Atlètic Lleida de la Segunda Federación.

## Trayectoria
Comienza su carrera futbolística en club de su pueblo natal, la U. D. Poblense, donde empieza a destacar y en la edad de cadete ficha  por el R. C. D. Mallorca, en un principio jugaba en la posición de extremo por la banda derecha, pero se reconvirtió en lateral por sus dotes defensivos sumados a su altura. Llega al equipo juvenil en 2012, durante aquella temporada fue alternándose con el Mallorca B, llegando a disputar algunos partidos.
En el verano de 2013 fichó por el Fútbol Club Barcelona llegando a rechazar ofertas provenientes de otros clubes como el Real Madrid C. F., en donde comenzó en la escuadra juvenil de Jordi Vinyals con quienes disputó la Liga Juvenil de la UEFA, pero pronto se sumó al filial azulgrana, con quienes estuvo en varias convocatorias llegando a debutar el 8 de septiembre de 2013 en el empate 2-2 ante el C. D. Tenerife.
Para su mala suerte, el 26 de septiembre se lesionó de los isquiotibiales de su pierna derecha durante un entrenamiento junto a la selección sub-19 española, por lo que fue operado dejándolo varias semanas fuera de los campos. Durante su proceso de reincorporación a las actividades del Barça B recayó de su lesión, llevándolo nuevamente a ser intervenido el 18 de marzo por lo que fue baja por alrededor de tres meses, perdiéndose de esta manera definitivamente la temporada.
Tras pasar por el Real Zaragoza y el C. F. Reus Deportiu decidió probar suerte fuera de España. En marzo de 2019 firmó por el MOL Vidi F. C. de la Nemzeti Bajnokság I húngaro y en julio se unió al Royal Excel Mouscron belga por una temporada con opción a otra.
El 2 de febrero de 2021 regresó a España y firmó por la S. D. Tarazona. Allí completó la temporada e inició la siguiente, marchándose a mitad de la misma a la U. E. Costa Brava. El equipo bajó a la Segunda División RFEF, y el 30 de julio de 2022 firmó por la U. D. Logroñés por un año. Sin embargo, rescindió su contrato en el mes de enero y en febrero fichó por el Club Lleida Esportiu. Llegó a ser el capitán del equipo y en julio de 2025 se unió al C. E. Atlètic Lleida.

## Estadísticas
| Club                           | Temporada     | Liga  | Liga  | Copas nacionales | Copas nacionales | Copas internacionales | Copas internacionales | Total | Total |
| Club                           | Temporada     | Part. | Goles | Part.            | Goles            | Part.                 | Goles                 | Part. | Goles |
| ------------------------------ | ------------- | ----- | ----- | ---------------- | ---------------- | --------------------- | --------------------- | ----- | ----- |
| R. C. D. Mallorca "B" · España | 2012-13       | 19    | 1     | 2                | 0                | -                     | -                     | 21    | 1     |
| R. C. D. Mallorca "B" · España | Total         | 19    | 1     | 2                | 0                | -                     | -                     | 21    | 1     |
| F. C. Barcelona "B" · España   | 2013-14       | 1     | 0     | -                | -                | -                     | -                     | 1     | 0     |
| F. C. Barcelona "B" · España   | 2014-15       | 6     | 0     | -                | -                | -                     | -                     | 6     | 0     |
| F. C. Barcelona "B" · España   | 2015-16       | 8     | 0     | -                | -                | -                     | -                     | 8     | 0     |
| F. C. Barcelona "B" · España   | Total         | 15    | 0     | -                | -                | -                     | -                     | 15    | 0     |
| Real Zaragoza · España         | 2015-16       | 9     | 0     | -                | -                | -                     | -                     | 9     | 0     |
| Real Zaragoza · España         | Total         | 9     | 0     | -                | -                | -                     | -                     | 9     | 0     |
| C. F. Reus Deportiu · España   | 2016-17       | 9     | 0     | 1                | 0                | -                     | -                     | 10    | 0     |
| C. F. Reus Deportiu · España   | 2017-18       | 15    | 0     | 0                | 0                | -                     | -                     | 15    | 0     |
| C. F. Reus Deportiu · España   | Total         | 24    | 0     | 1                | 0                | -                     | -                     | 25    | 0     |
| MOL Vidi F. C. · Hungría       | 2018-19       | 0     | 0     | 0                | 0                | -                     | -                     | 0     | 0     |
| MOL Vidi F. C. · Hungría       | Total         | 0     | 0     | 0                | 0                | -                     | -                     | 0     | 0     |
| Royal Excel Mouscron · Bélgica | 2019-20       | 10    | 1     | 2                | 0                | -                     | -                     | 12    | 1     |
| Royal Excel Mouscron · Bélgica | Total         | 10    | 1     | 2                | 0                | -                     | -                     | 12    | 1     |
| S. D. Tarazona · España        | 2020-21       | 10    | 0     | -                | -                | -                     | -                     | 10    | 0     |
| S. D. Tarazona · España        | 2021-22       | 15    | 0     | -                | -                | -                     | -                     | 15    | 0     |
| S. D. Tarazona · España        | Total         | 25    | 0     | -                | -                | -                     | -                     | 25    | 0     |
| U. E. Costa Brava · España     | 2021-22       | 17    | 1     | -                | -                | -                     | -                     | 17    | 1     |
| U. E. Costa Brava · España     | Total         | 17    | 1     | -                | -                | -                     | -                     | 17    | 1     |
| U. D. Logroñés · España        | 2022-23       | 11    | 0     | 3                | 0                | -                     | -                     | 14    | 0     |
| U. D. Logroñés · España        | Total         | 11    | 0     | 3                | 0                | -                     | -                     | 14    | 0     |
| Lleida C. F. · España          | 2022-23       | 14    | 2     | -                | -                | -                     | -                     | 14    | 2     |
| Lleida C. F. · España          | 2023-24       | 34    | 1     | 1                | 0                | -                     | -                     | 35    | 1     |
| Lleida C. F. · España          | 2024-25       | 17    | 1     | 1                | 0                | -                     | -                     | 18    | 1     |
| Lleida C. F. · España          | Total         | 65    | 4     | 2                | 0                | -                     | -                     | 67    | 4     |
| C. E. Atlètic Lleida · España  | 2025-26       | 0     | 0     | -                | -                | -                     | -                     | 0     | 0     |
| C. E. Atlètic Lleida · España  | Total         | 0     | 0     | -                | -                | -                     | -                     | 0     | 0     |
| Total carrera                  | Total carrera | 195   | 7     | 10               | 0                | -                     | -                     | 205   | 7     |

## Palmarés

### Campeonatos nacionales
| Título                    | Club                        | País    | Año  |
| ------------------------- | --------------------------- | ------- | ---- |
| División de Honor Juvenil | F. C. Barcelona Juvenil "A" | España  | 2014 |
| Copa de Hungría           | MOL Vidi F. C.              | Hungría | 2019 |

### Campeonatos internacionales
| Título                  | Club                        | Sede  | Año  |
| ----------------------- | --------------------------- | ----- | ---- |
| Liga Juvenil de la UEFA | F. C. Barcelona Juvenil "A" | Suiza | 2014 |